# Iglesia de San Martín (Friburgo)
La iglesia de San Martín es una iglesia parroquial católica en el casco viejo de Friburgo de Brisgovia, Baden-Wurtemberg, Alemania. Primero fue una iglesia de los franciscanos quienes después de 1262 hasta alrededor de 1350 construyeron el monasterio. Con el tiempo el diseño de la iglesia fue adaptado al gusto predominante de cada época. Las modificaciones más relevantes fueron la barroquización que comenzó después de 1713/14 y la vuelta al estilo gótico del interior después de 1875. En 1845 los edificios del monasterio en el este y sur fueron demolidos y de esta manera la actual Plaza del Ayuntamiento fue creada. Durante un bombardeo aéreo en noviembre de 1944 iglesia y monasterio prendieron fuego, el casco de la torre se derrumbó en la nave principal. Sólo las paredes exteriores de las naves laterales y gablete occidental quedaron preservados. En 1949 comenzó la reconstrucción de la iglesia que pudo ser dedicada el día de San Martín de 1951. La casa parroquial con la antigua sala capitular fue reconstruida en 1955-56.